# Kanton Lourdes-Ouest
Der Kanton Lourdes-Ouest war von 1973 bis 2015 ein französischer Wahlkreis im Arrondissement Argelès-Gazost, im Département Hautes-Pyrénées und in der Region Midi-Pyrénées; sein Hauptort war Lourdes.

## Gemeinden
Der Kanton umfasste die Wahlberechtigten aus acht Gemeinden und den westlichen Vierteln der Stadt Lourdes (angegeben ist die Gesamteinwohnerzahl, im Kanton lebten etwa 7500 Einwohner der Stadt). 
| Gemeinde         | Einwohner Jahr | Fläche km² | Bevölkerungsdichte | Postleitzahl | Code INSEE |
| ---------------- | -------------- | ---------- | ------------------ | ------------ | ---------- |
| Adé              | 780 (2013)     | –          | – Einw./km²        | 65100        | 65002      |
| Aspin-en-Lavedan | 267 (2013)     | –          | – Einw./km²        | 65100        | 65040      |
| Bartrès          | 473 (2013)     | –          | – Einw./km²        | 65100        | 65070      |
| Lourdes          | 14.644 (2013)  | –          | – Einw./km²        | 65100        | 65286      |
| Omex             | 233 (2013)     | –          | – Einw./km²        | 65100        | 65334      |
| Ossen            | 193 (2013)     | –          | – Einw./km²        | 65100        | 65343      |
| Poueyferré       | 890 (2013)     | –          | – Einw./km²        | 65100        | 65366      |
| Ségus            | 264 (2013)     | –          | – Einw./km²        | 65100        | 65415      |
| Viger            | 134 (2013)     | –          | – Einw./km²        | 65100        | 65470      |